# Миколаєнкове
Миколає́нкове —  село в Україні, у Кролевецькій міській громаді Конотопського району Сумської області. Населення становить 7 осіб. До 2020 орган місцевого самоврядування — Буйвалівська сільська рада.

## Географія
Село Миколаєнкове примикає до села Буйвалове, на відстані 0,5 км знаходиться селище Мирне.

## Історія
В 1941 році ще мало назву Буйволове-1.
12 червня 2020 року, відповідно до розпорядження Кабінету Міністрів України № 723-р «Про визначення адміністративних центрів та затвердження територій територіальних громад Сумської області», село увійшло до складу Кролевецької міської громади.
19 липня 2020 року, в результаті адміністративно-територіальної реформи та ліквідації Кролевецького району, увійшло до складу новоутвореного Конотопського району.

## Символіка
На гербі зображені роги буйвола, що символізує приналежність до села Буйвалове. Козацький хрест свідчить про козацьку історію села, а три колоски про сільськогосподарське спрямування економіки села.